# Tzatziki

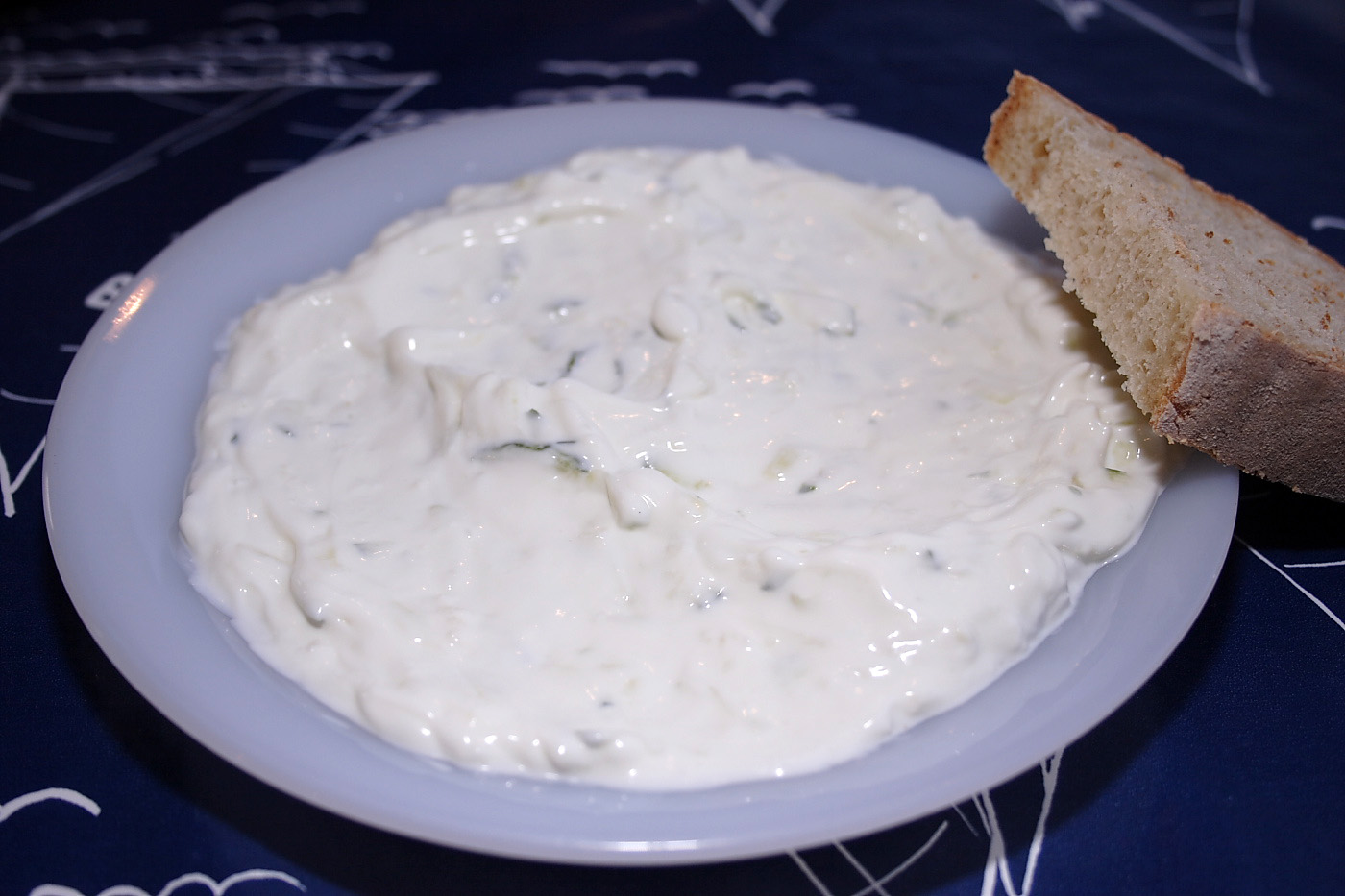

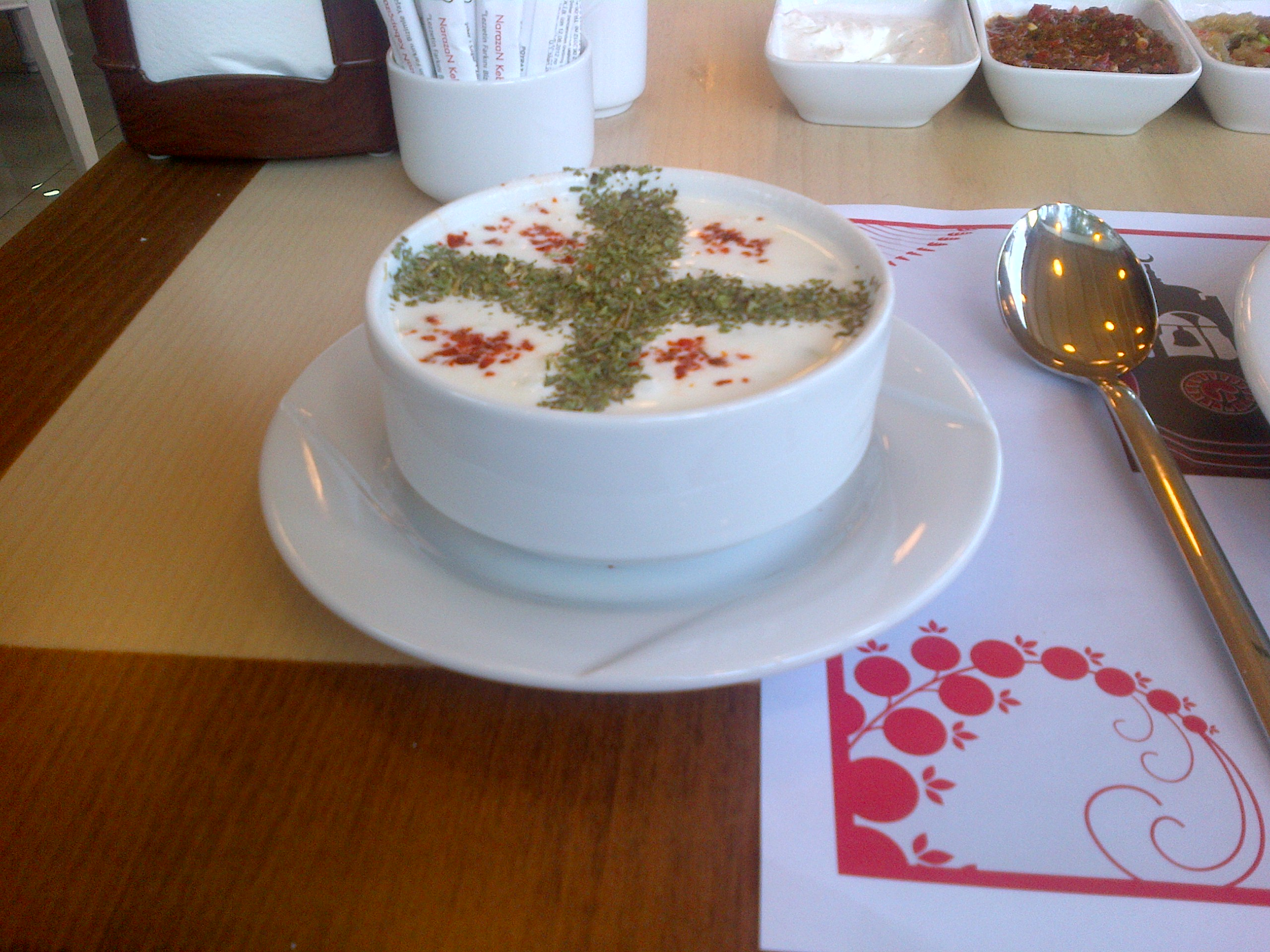
Cacık en un restaurant d'Ankara.

El tzatziki (grec τζατζίκι [dza'dziki] o [dʒa'dʒiki]) és un plat de la cuina grega, turca, i persa, servit habitualment com a aperitiu fred, que també es fa servir com a salsa per a suvlaki o gyros. El tzatziki es fa amb iogurt (típicament de llet d'ovella o de cabra), cogombre ratllat i escorregut, all trinxat, oli d'oliva, sal i opcionalment amb vinagre i alguna herba aromàtica, típicament anet, o menta picada o julivert picat. A vegades també s'hi afegeix pebre negre o suc de llimona. Se sol servir guarnit amb olives negres (típicament de tipus Calamata) i un raig d'oli d'oliva.
La paraula grega tzatziki deriva del turc cacık.
Cacık és un plat a la cuina turca fet a base de iogurt, cogombre, aigua i all. Es decora amb herbes i oli d'oliva. Es pot definir com una sopa freda i és un plat consumit generalment a l'estiu, encara que hi ha també una variant d'hivern.

## Orígens
La paraula turca cacık troba els seus orígens en la paraula persa jāj ژاژ que vol dir herbes aromàtiques. Apareix en els diccionaris otomans des del segle xvii.

## Preparació

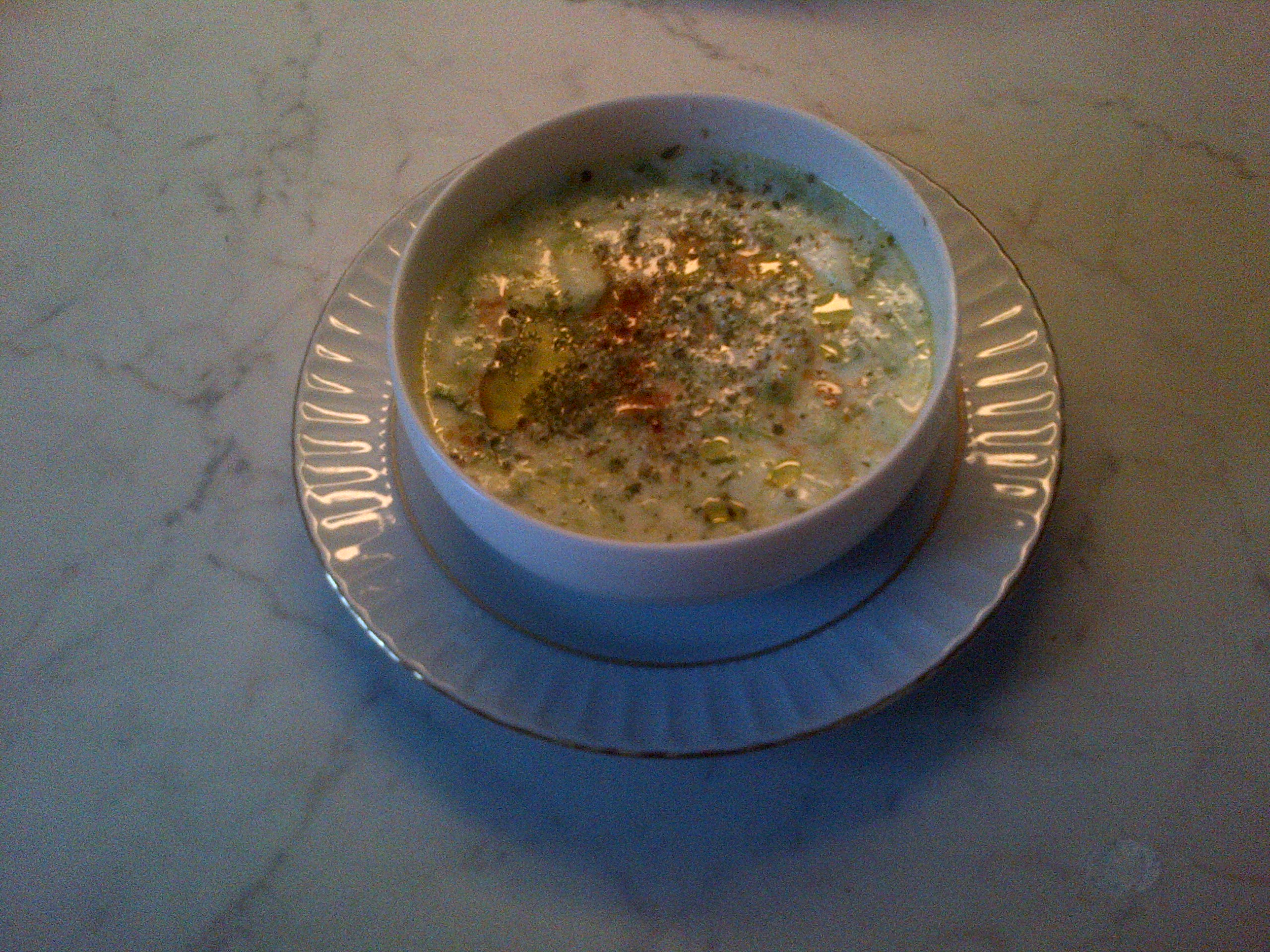
Cacık casolà.

El iogurt es barreja amb all molt i se li afegeix aigua i sal. Els cogombres es pelen i es tallen a daus. Aquests cubs s'agreguen al iogurt amb all i se segueix barrejant suaument, a mà, sense danyar els cogombres. Quan adquireix la densitat desitjada es deixa refredar al frigorífic. A l'hora de servir se li afegeix un raig d'oli d'oliva verge, sense barrejar, i se'l decora amb herbes com orenga, farigola i julivert o coriandre.
Tradicionalment, a l'hivern, perquè antigament no es feien cogombres en aquesta estació, el cacık es prepara amb enciam en comptes de cogombre.

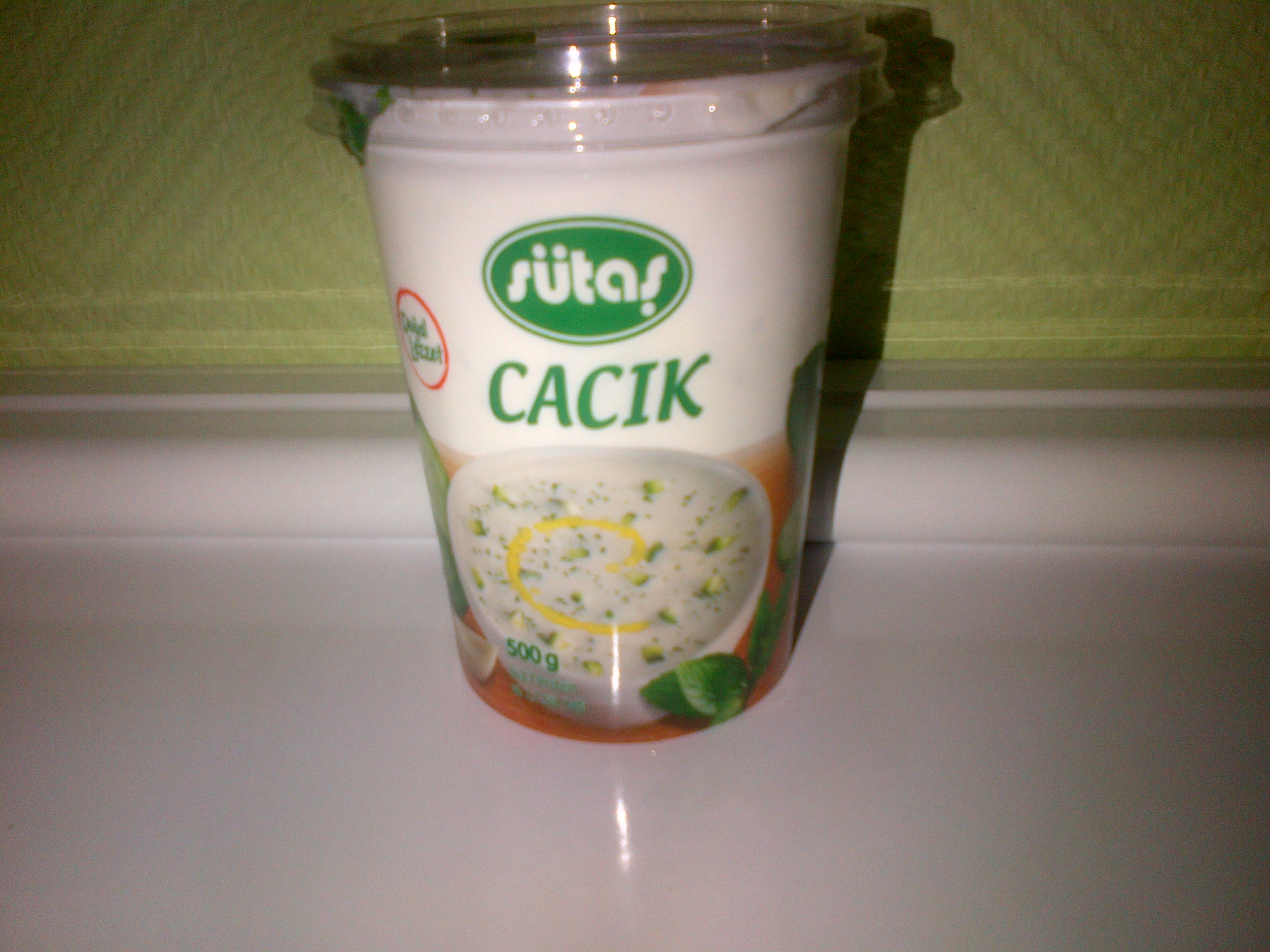
Cacık en venda en un supermercat d'Ankara, Turquia.

El Cacık es pot consumir en comptes de la sopa a l'estiu, o al costat de plats de carn o el pilaf o simplement com un meze. En aquest últim cas s'elabora amb menys aigua, o en comptes d'aigua afegint gel al iogurt.

## Varietats
- Tzatziki, la versió grega del cacık,[5] és una salsa a força de cogombre i iogurt, consumit en molts plats, especialment de carn.

## Plats similars
- Tarator és la variant del cacık en diversos països de l'entorn dels Balcans i antics integrants del desaparegut Imperi Otomà.